# Roda JC in het seizoen 1964/65
Dit artikel geeft een overzicht van Roda JC in het seizoen 1964/65.

## Statistieken

### Eindstand
| pos | club          | gs | w  | g  | v | pnt | dv | dt | ds |
| --- | ------------- | -- | -- | -- | - | --- | -- | -- | -- |
| 2.  | Helmondia '55 | 28 | 18 | 5  | 5 | 41  | 61 | 44 | 17 |
| 3.  | Xerxes        | 28 | 17 | 6  | 5 | 40  | 60 | 31 | 29 |
| 4.  | Roda JC       | 28 | 14 | 8  | 6 | 36  | 62 | 37 | 25 |
| 5.  | SVV           | 28 | 15 | 5  | 8 | 35  | 51 | 43 | 8  |
| 6.  | Baronie       | 28 | 10 | 10 | 8 | 30  | 49 | 41 | 8  |

### Legenda
| Kleur | Kwalificatie voor                                 |
| ----- | ------------------------------------------------- |
|       | Nacompetitie voor promotie naar de Eerste divisie |

### Positieverloop
| Speelronde | 1 | 2  | 3  | 4 | 5 | 6 | 7 | 8 | 9 | 10 | 11 | 12 | 13 | 14 | 15 | 16 | 17 | 18 | 19 | 20 | 21 | 22 | 23 | 24 | 25 | 26 | 27 | 28 | 29 | 30 | Eindstand |
| ---------- | - | -- | -- | - | - | - | - | - | - | -- | -- | -- | -- | -- | -- | -- | -- | -- | -- | -- | -- | -- | -- | -- | -- | -- | -- | -- | -- | -- | --------- |
| Stand      | 9 | 11 | 11 | 9 | 6 | 7 | 5 | 5 | 4 | 4  | 3  | 3  | 3  | 3  | 3  | 3  | 3  | 4  | 3  | 4  | 4  | 4  | 3  | 4  | 4  | 4  | 4  | 4  | 4  | 4  | 4         |

## Tweede divisie B
| №  | Datum             | Thuis         | Uit           | Uitslag |
| -- | ----------------- | ------------- | ------------- | ------- |
| 1  | 30 augustus 1964  | SVV           | Roda JC       | 2 – 2   |
| 2  | 6 september 1964  | Roda JC       | DFC           | 0 – 2   |
| 3  | 13 september 1964 | Wilhelmina    | Roda JC       | 2 – 5   |
| 4  | 20 september 1964 | Roda JC       | Helmondia '55 | 6 – 3   |
| 5  | 27 september 1964 | Limburgia     | Roda JC       | 1 – 1   |
| 6  | 11 oktober 1964   | Roda JC       | NOAD          | 2 – 0   |
| 7  | 18 oktober 1964   | LONGA         | Roda JC       | 0 – 6   |
| 8  | 1 november 1964   | Roda JC       | Hermes DVS    | 3 – 0   |
| 9  | 8 november 1964   | Fortuna       | Roda JC       | 1 – 1   |
| 10 | 15 november 1964  | BVV           | Roda JC       | 0 – 0   |
| 11 | 22 november 1964  | Roda JC       | 't Gooi       | 5 – 3   |
| 12 | 29 november 1964  | Xerxes        | Roda JC       | 1 – 1   |
| 13 | 13 december 1964  | Roda JC       | Baronie       | 3 – 2   |
| 14 | 20 december 1964  | HVC           | Roda JC       | 2 – 3   |
| 15 | ??                | Roda JC       | SVV           | 1 – 1   |
| 16 | 24 januari 1965   | Roda JC       | Wilhelmina    | 2 – 1   |
| 17 | 31 januari 1965   | DFC           | Roda JC       | 1 – 1   |
| 18 | 7 februari 1965   | Helmondia '55 | Roda JC       | 4 – 1   |
| 19 | 14 februari 1965  | Roda JC       | Limburgia     | 3 – 0   |
| 20 | 21 februari 1965  | NOAD          | Roda JC       | 0 – 2   |
| 21 | 7 maart 1965      | Roda JC       | LONGA         | 2 – 0   |
| 22 | 21 maart 1965     | Hermes DVS    | Roda JC       | 1 – 0   |
| 23 | 28 maart 1965     | Roda JC       | Fortuna       | 0 – 0   |
| 24 | 4 april 1965      | Roda JC       | BVV           | 5 – 1   |
| 25 | 11 april 1965     | 't Gooi       | Roda JC       | 0 – 2   |
| 26 | 19 april 1965     | Roda JC       | Xerxes        | 1 – 2   |
| 27 | 25 april 1965     | Baronie       | Roda JC       | 3 – 2   |
| 28 | 2 mei 1965        | Roda JC       | HVC           | 2 – 4   |

## KNVB beker
| Ronde | Datum            | Thuis    | Uit       | Uitslag |
| ----- | ---------------- | -------- | --------- | ------- |
| 1     | 4 oktober 1964   | Roda JC  | Eindhoven | 3 – 0   |
| 2     | 6 december 1964  | VVV      | Roda JC   | 1 – 2   |
| 3     | 28 februari 1965 | Go Ahead | Roda JC   | 3 – 0   |